# 超人力霸王高斯 THE FINAL BATTLE
《超人力霸王高斯 VS 超人力霸王正義 最終戰役》（日语：ウルトラマンコスモスVSウルトラマンジャスティス THE FINAL BATTLE），為2003年圓谷製作公司製作的特攝片《超人力霸王高斯》的劇場版電影。於2003年8月2日由松竹系在日本公映。電影的廣告標語為「高斯的死亡!? 兩大英雄衝突！（「コスモス死す?! 2大ヒーロー激突!!）」、「距離人類消滅剩35小時...你的信念將喚醒新的奇蹟(超人力霸王)！（距人類消滅まで35時間… 君の想いが新たな奇跡（ウルトラマン）を呼ぶ！）」。
同時上映的作品為《新世紀2003超人力霸王傳說：尊王銀禧》。

## 概要
此部電影為《超人力霸王高斯》電視版結局和《超人力霸王高斯2_THE_BLUE_PLANET》的後日談，故事點發生在電視版結局5年後。也是《超人力霸王高斯》系列的完結篇作品。
除了飾演春野武藏的杉浦太陽，及TV版TEAM EYES全員團隊們都回歸演出之外，在上一部作品中僅以巨人形式出現的超人力霸王正義（ウルトラマンジャスティス），在此部作品則作為主角形式聚焦在此角色的心境過程，並由吹石一惠飾演其人間體「茱莉」。同時也出現了新形態粉碎模式。
高斯方面，電視劇中經常作為戰鬥形態使用的日冕模式在本作中沒有出現，但除了繼前作之後出現的宇宙日冕模式外，還公開了全新的最強形態「未來模式」。此外在本作中再度追加全新的超人力霸王角色，即傳說中的巨人「超人力霸王雷傑」。
繼前作，在《迪卡》、《帝納》 、《蓋亞》、《涅歐斯》中飾演隊長、副隊長、防衛隊成員的演員也參與此部作品的演出，與前作一樣，本作的音樂由製作《迪卡》和《帝納》音樂的矢野立美負責。
根據導演北浦和攝影師大岡的說法，在最初的企劃中，電影《29位超人力霸王全面出場》是由製作人鈴木清構思的，雖然劇本已經完成，但由於拍攝時間等問題而廢棄。。

## 故事大綱
2015年，一名神秘女子「茱莉」突然出現在春野武藏的面前後，天空中則出現一架來歷不明的太空船，隨即變成了葛洛卡卒襲擊了宇宙開發中心，這時，從宇宙歸來的超人力霸王高斯則及時出現阻止了葛洛卡卒。
當武藏為了阻止葛洛卡卒的行動而再度和高斯合體時，另一個巨人「超人力霸王正義」卻忽然出現，並再次啟動了兩台葛洛卡卒且聯手擊敗了高斯，失去光輝的力量下，武藏也在眾人面前幻化成光而消逝。
原來，由「茱莉」化身成的正義來到地球的原因，竟然是同維持宇宙秩序的未知來訪者德拉西翁一同準備消滅所有人類，將地球重設。
另一方面，武藏的親人和隊友都堅信高斯和武藏並未死去，他們四處奔走，盼望著奇蹟能真的出現……

## 本作登場的超人力霸王·怪獸

### 超人力霸王高斯

#### 於本作登場的全新型態
- 未來模式（フューチャーモード	）

於《最終戰役》登場，當被關在光量子空間的武藏，接受到了來自朋友們的「相信向未來的可能性」的夢想的力量而復活，注入到高斯體內的新的力量「未來能源」。是為「和善」「強度」「勇氣」體現「希望」的「相信未來，希望的巨人」的形態。
未來模式下的全能力數值相比以往提升了數倍，其身體顏色與日蝕模式同樣，但花紋式樣不同。
必殺技：高斯重擊（コスモストライク）高斯奧特曼未來模式最大的必殺技。技能施展的蓄能與發射動作克茲繆姆光線一致，但威力是克茲繆姆光線的數倍，被稱為「奇蹟的光」。
- 造型由丸山浩設計。[6]

- 飛行速度：18馬赫
- 移動速度：4.5馬赫
- 水中速度：3.5馬赫
- 潜地速度：3馬赫
- 跳躍力：2500公尺
- 握力∶100000噸

### 超人力霸王正義
本作登場的另一位超人力霸王戰士，初次登場於第二部劇場版《藍色星球》，代表正義的光之巨人，對任何危害宇宙的敵人都會毫不留情地消滅。在劇場版三中則是實質上的主角，為了和維持宇宙秩序的未知來訪者德拉西翁預測到未來，因此將要將地球重置（毀滅地球），並讓生命重新進化一次。M3当中揭晓她是雷傑的另一个分身。
當他以化身為茱莉在地球上活動的時候，深刻體會到了人類的多種可能性，被人類那種不到最後不放棄希望的精神感化。最終選擇和高斯聯手幫助人類。。
正義為英文“正義”（Justice）的音譯，代表了該巨人對於正義的態度與堅決。
- 人間體：茱莉
- 身高：46公尺
- 体重：41000噸
- 年龄：17000歲
- 活動時間：3分鐘

正義的外觀設計是由角色設計師杉浦千里。所設計，是以超人七號面部和超人七號21的半身花紋作為原型設計。

#### 變身器
Just Lancer（ジャストランサー）
能使茱莉變身成正義的道具，外型有著類似正義彩色計時器的頭鑲嵌在中央的別針，變身方式是將道具放在張開的手掌裡，展開翅膀。
然後把它放在茱莉的胸上，在正義以光球的形式出現或飛走之前，這枚別針會在茱莉周圍發光，並產生光的漩渦。

#### 型態變化
- 標準模式（スタンダードモード）

正義的基礎形態，標準模式的戰鬥力和高斯日蝕模式相當。
擅長肉搏戰，屬於力量型戰士。光線技相對於高斯日蝕較少，但近身戰格鬥技的殺傷力更強。
- 造型由杉浦千里設計。[14]

- 飛行速度：15馬赫
- 移動速度：3.5馬赫
- 水下速度：2馬赫
- 潛地速度：2.5馬赫
- 跳躍力：1600公尺
- 握力：90000噸
- 腕力：89000噸
- 粉碎模式（クラッシャーモード）

與高斯未來模式同等，是全屬性飛升的超級戰鬥模式。擁有強大的攻擊力和持久力，全能力超過標準模式，拳擊和踢擊的威力相比標準模式提升了數倍。
具有極其強大的實力，其戰鬥力與高斯未來模式不相上下，雖然光線技較少，但是擁有比高斯未來模式更強的拳腳破壞力，在奧特銀河格鬥中就展現過用拳腳將比自己還巨大的魯格賽特打退的表現。

必殺技：達格流姆光線（ダグリューム光線）
從彩色計時器釋放能量後將能量聚集於雙手，將雙手舉過頭頂後使能量強化，並聚集於雙手之間，將能量轉化成破壞光線打出。
- 造型由丸山浩設計。[13]

- 飛行速度：17馬赫
- 移動速度：5.5馬赫
- 水下速度：3.5馬赫
- 潛地速度：4馬赫
- 跳躍力：1800公尺
- 握力：120000噸

#### 在其他作品的登場
- 本傳後世界觀
- 電影版
- 《超人力霸王高斯2 THE BLUE PLANET（藍色星球）》
- 《超人力霸王高斯VS超人力霸王正義 THE FINAL BATTLE（最終戰役）》

- 網路劇集

《超級銀河格鬥》（2020年-至今）

### 超人力霸王雷傑
本作登場的另一位超人力霸王戰士，初次登場於第三部劇場版《最終戰役》，在高斯及正義受到超級恩朵拉強大的攻擊後，他們僅剩的胸前的彩色計時器相結合發出了光芒，則是當宇宙中兩股強大的力量相遇時，熠熠生輝的光便合體所誕生出的身姿。擁有強大且神秘的力量，被德拉席翁稱之為「傳說中的戰士」。
使用極光之力擋住了超級恩朵拉向地球發射的重設光線，並且一招火花傳說成功摧毀超級恩朵拉，從德拉席翁手裡救下人類，後分離為高斯和正義。
「雷傑」這個名字是英文Legend的音譯，意為「傳說」，必殺技是調動整個宇宙能量一股氣釋放的宇宙最強究極技——火花傳說（オーロラルパワー）。
- 造型由丸山浩設計。[13][19]。

- 人間體：春野武藏，茱莉
- 身高：50公尺
- 體重：50000噸
- 飛行速度： 35馬赫
- 移動速度：12馬赫
- 水下速度：9馬赫
- 潛地速度：9馬赫
- 跳躍力：4000公尺
- 腕力：15萬噸

#### 在其他作品的登場
- 本傳後世界觀
- 電影版
- 《超人力霸王高斯VS超人力霸王正義 THE FINAL BATTLE（最終戰役）》

- 網路劇集

《超級銀河格鬥 新生代英雄》（2020年）

### 德拉席翁
原文： / Delacion 
本作登場的敵役角色，是大宇宙全知全能的預言家，宇宙的創世神，在正義哲學的定義基礎上進行理解的存在。
作為一個充當宇宙制裁的實體，德拉西翁曾預言出許多對宇宙穩定威脅的出現。然而，當它因預測出地球在2000年後將成為對宇宙有害的行星，將成為星際和平的下一個威脅時，它與宇宙本身產生了分歧，並派出葛洛卡軍隊和超人力霸王正義攻擊地球，以此來消除人類的威脅。
在派遣的葛洛卡全部被消滅，末日武器超級恩朵拉被超人力霸王雷傑破壞後，自己和大量的葛洛卡母船現身，在與雷傑對話後決定相信人類的可能性。

## 演員名單

#### 登場演員
- 春野武藏 - 杉浦太陽
- 茱莉 - 吹石一惠

TEAM EYES
- 森本綾乃 - 鈴木繭菓（日语：鈴木繭菓）
- 風吹圭介 - 市瀨秀和
- 日浦晴光 - 嶋大輔（日语：嶋大輔）
- 水木忍- 坂上香織
- 土井垣浩次 - 須藤公一（日语：須藤公一）

重要角色
- 川瀨麻里 - 西村美保（日语：西村美保）
- 春野美智子 - 高橋瞳（演員）（日语：高橋ひとみ）
- 紗烏 - 齊藤麻衣（日语：斉藤麻衣）
- 金 - 松尾政寿（日语：松尾政寿）
- 吉井由香里 - 堀江奈奈（日语：堀江奈々）（回憶片段）
- 春野武藏（13歲） - 東海孝之助（日语：東海孝之助）

TEAM EYES（第二代）
- 鹿島榮一 - 清水圭（日语：清水圭）
- 倉本夏希 - 麻田百合花（日语：麻田ユリカ）
- 壽田良次郎- 仁科克基
- 渡會和臣 - 東城大

SRC
- 池山 - 市川兵衛（日语：市川兵衛）
- 赤城審議官 - 高樹澪（日语：高樹澪）
- 小和田代表 - 川地民夫（日语：川地民夫）
- SRC中國代表 -滿田穧
- 城戶 - 風見慎吾（日语：風見しんご）（回憶片段）
- 日向 - 齊藤理沙（回憶片段）
- 藤澤- 加瀨尊朗（日语：加瀬尊朗）（回憶片段）
- 真壁- 中村浩二（日语：中村浩二）（回憶片段）

統合防衛軍
- 犬飼司令官 - 嶋田久作（日语：嶋田久作）
- 土方副司令 - 大瀧明利（日语：大滝明利）

其他角色
- 主播 -越村公一（日语：越村公一）
- 街上的人 - 烈火斬
- 澪- 大後壽壽花

#### 聲演
- 超人力霸王高斯- 稻田徹、佐藤佑暉（日语：佐藤佑暉）
- 超人力霸王正義- 龍谷修武
- 超人力霸王雷傑- 稻田徹
- 小巴爾坦- 最上莉奈（日语：最上莉奈）
- 德拉西翁- 原知佐子（日语：原知佐子）
- 禮堂公告/電腦- 溝上真紀子（日语：溝上真紀子）
- 監聽器中的旁白- 松木朗
- 旁白 -  ボンバー森尾（日语：ボンバー森尾）

## 製作人員
- 電影超人力霸王高斯VS超人力霸王正義製作委員會（圓谷製作、萬代、萬代影視、TBS、毎日放送、講談社、小學館、セイカ、松竹）

- 監修 - 円谷一夫（日语：円谷一夫）
- 製作 - 円谷昌弘（日语：圓谷昌弘）、迫本淳一、東聡、[川城和実（日语：川城和実）、近藤邦勝、門川博美、阿部敬悦、千葉和治、中川和昭
- 企画 - 円谷英明（日语：円谷英明）、宮島秀司（日语：宮島秀司）、竹内淳、上埜芳被、谷徳彦、梅本史郎、高田洋一、松井聡、竹田正信
- 製作人- 鈴木清（電影導演）（日语：鈴木清 (映画監督)）
- 製片人 - 吉田剛、里吉純、久保聡、村上仁之、丸谷嘉彦（日语：丸谷嘉彦）、水尾芳正、河井常𠮷、小松崎孝一
- 音楽製作人 - 玉川静
- 音樂 - 矢野立美（日语：矢野立美）
- 編劇 - 長谷川圭一、川上英幸（日语：川上英幸）
- 撮影・VFX监督员 - 大岡新一（日语：大岡新一）
- 美術 - 大澤哲三（日语：大澤哲三）
- 照明 - 高野和男
- 録音 - 浦田和治（日语：浦田和治）
- 操演 - 根岸泉
- 助監督 - 野間詳令
- 殺陣 - 車邦秀（日语：車邦秀）
- 編集 - 松木朗
- 電影紀錄 - 山内薫
- 製作担当 - 中井光夫
- 製作協力 - 渋谷浩康（日语：渋谷浩康）、小山信行
- 企画協力 - 江藤直行、小林敬宜、飯塚寿雄
- 背景 -  島倉二千六（日语：島倉二千六）
- CGI設計 - 渡部健司
- 視覺效果協調員- 原田昌樹（日语：原田昌樹）
- 音響 - 伊藤克巳、今野康之
- 効果 - 小林直人
- 角色設計- 丸山浩（日语：丸山浩 (デザイナー)）、酉澤安施（日语：酉澤安施）、杉浦千里
- 形象板 - 橋爪謙始、とりさわやすし、奥山潔
- 標題設計 - 熊谷幸雄
- 鑄件- 小島文夫
- 監督・特技監督 - 北浦嗣巳（日语：北浦嗣巳）

## 主题歌
- 「High HOPE」

作詞・作曲 - KATSUMI 編曲 - 大門一也 歌 - Project DMM